# いなべエフエム
いなべエフエムは、三重県いなべ市、員弁郡東員町、三重郡菰野町の各一部地域を放送区域として超短波放送（FM放送）をする特定地上基幹放送事業者である特定非営利活動法人いなべ市文化協会の保有する地上基幹放送局の呼出名称である。
いなべFMの愛称でコミュニティ放送をしている。

## 概要
2014年（平成26年）7月20日 開局。
いなべ市文化協会は、2007年（平成19年）に設立された「いなべ市芸術文化協会」が前身で2009年（平成21年）に特定非営利活動法人となった。コミュニティ放送以外にも市民文化祭などの運営を行う。
開局当初は、愛称がFM INABEやいなBeeとなっている表記もあったが、2021年現在はいなべFMの愛称にほぼ統一されている（いなBeeは生ワイド番組名に残っている）。
24時間放送で、自社制作番組以外の時間は、ミュージックバードの番組を放送。
JCBAインターネットサイマルラジオに参加しており、JCBAウェブサイトの他、公式ウェブサイトからインターネットでの聴取が可能である。
いなべ市は全戸に防災ラジオを無償貸与しており、月に一度試験放送をしている。

## 主な番組
※ 太字は生放送番組
朝の情報番組 おはよー いなBee（月 - 金曜 8:00 - 9:55）
- 8:02 天気予報・交通情報
- 8:06 いなべ警察署からのお知らせ
- 8:13 お知らせ
- 8:21 今日は何の日
- 8:32 朝刊をpick up
- 8:40 お知らせ
- 9:00 交通情報・天気予報
- 9:04 お知らせ
- 9:11 各曜日のコーナー
- 9:26 各曜日のコーナー
- 9:43 お知らせ

お昼の情報番組 ひるドキ! いなBee（月 - 金曜 12:00 - 13:55）
- 12:07 交通情報・天気予報
- 12:15 お知らせ
- 12:39 お知らせ
- 13:00 交通情報・天気予報
- 13:08 お知らせ
- 13:23 各曜日コーナー
- 13:28 各曜日コーナー
- 13:36 お知らせ

夕方の情報番組 イブニング いなBee（月 - 金曜 16:30 - 17:55）
- 16:37 お知らせ
- 17:04 お知らせ
- 17:12 交通情報・天気予報
- 17:26 お知らせ
- 17:35 交通情報・天気予報

その他の自社制作番組
- 日本の演歌・歌謡曲〜懐かしのあの歌〜（月 - 日曜 5:00 - 6:00）

- 山へ行こう!（土曜 9:30 - 9:45、日曜 10:30 - 10:45[再]）
- 子育て・幸齢社会（土曜 9:45 - 10:00、日曜 10:45 - 11:00[再]）
- いな総放送局（土曜 12:30 - 13:00、日曜 18:30 - 18:55[再]）
- JAZZ BOX（土曜 16:00 - 17:00、日曜 19:00 - 20:00[再]）
- 電波であそぼう!アタックラジオ!（日曜 17:45 - 17:55）
- 教えて!ラジ和尚!（日曜 18:00 - 18:30）
- みえ4局ご当地ナビ（土曜 9:00 - 9:30、日曜 10:00 - 10:30[再]）※ ads.FM、鈴鹿ヴォイスFM、CTY-FM、いなべFMのローカルネット番組
- いなBee アーティストセレクション（月 - 金曜 18:00 - 18:55）
- いなBee ミュージック（月 - 金曜 10:00 - 12:00、日曜 17:30 - 17:45、日曜深夜 3:00 - 5:00※メンテナンス点検のため停波の場合があります） - 洋楽・邦楽などヒットソングをオンエア

過去に放送されていた自社制作番組
- SKE48の みこってぃ まいまい れおなのラジオの時間やに!（土曜 17:00 - 17:30、金曜 24:00 - 25:00[再]）
- いなべのちょっと本気やでぇ（日曜 17:30 - 17:45）
- サタデーいなベーション（土曜 12:00 - 12:30、日曜 9:00 - 9:30[再]）
- カラフルトーク（日曜 18:30 - 19:00）

## ミュージックバード コミュニティ発全国ゾーン枠で放送されていた番組
- いなべ探望

## PR大使
- 貴乃花光司[2]
- 大相撲名古屋場所でいなべ市に隣接する桑名市に宿舎を設けている縁による。
- 竹内舞・内山命・井田玲音名（SKE48）[3]